# 本代維斯 (密蘇里州)
本代維斯（英語：Bendavis）是位於美國密蘇里州德克薩斯縣的非建制地區。

## 歷史
本代維斯的郵局於1907年設立，其後於1992年停運。

## 地理
本代維斯所處的海拔為高於海平面458米（即1503英呎），而該地所採用的時區為UTC-6，即北美中部時區（CST）。同時該地設有夏令時間，為UTC-6調快一小時，即UTC-5（CDT）。